# Elektrownia Fort St. Vrain
Elektrownia Fort St. Vrain (ang. Fort St. Vrain Generating Station, wcześniej: Fort Saint Vrain Nuclear Generating Station) – amerykańska czynna elektrownia gazowa, a w latach 1979–1989 elektrownia jądrowa. Położona koło Platteville, na północy stanu Kolorado. Właścicielem i operatorem elektrowni jest Xcel Energy (pierwotnie: Public Service Company Of Colorado, PSC). Blok jądrowy był pierwszą w USA w pełni zdemontowaną i zlikwidowaną komercyjną elektrownią jądrową.
Elektrownia gazowa została uruchomiona w 1996. W latach 1979–1989 pracował tam jeden blok z reaktorem jądrowym, który pracę komercyjną podjął 1 lipca 1979. 

## Elektrownia gazowa
W budynkach zlikwidowanej elektrowni jądrowej operator zbudował elektrownię termiczną na gaz ziemny. Elektrownia wyposażona jest w 6 turbin o łącznej mocy 969 MW:
- nr 1 o mocy 301 MW
- nr 2 o mocy 123 MW
- nr 3 i 4 o mocy po 128 MW
- nr 5 o mocy 145 MW
- nr 6 o mocy 144 MW.

Turbiny od 1 do 4 uruchomione zostały w latach 90. XX wieku. Turbiny 5 i 6 w roku 2009.
Firma Xcel Energy szacuje, że dzięki wykorzystaniu elementów z elektrowni jądrowej zaoszczędziła ok. 60 milionów USD. 

## Elektrownia jądrowa

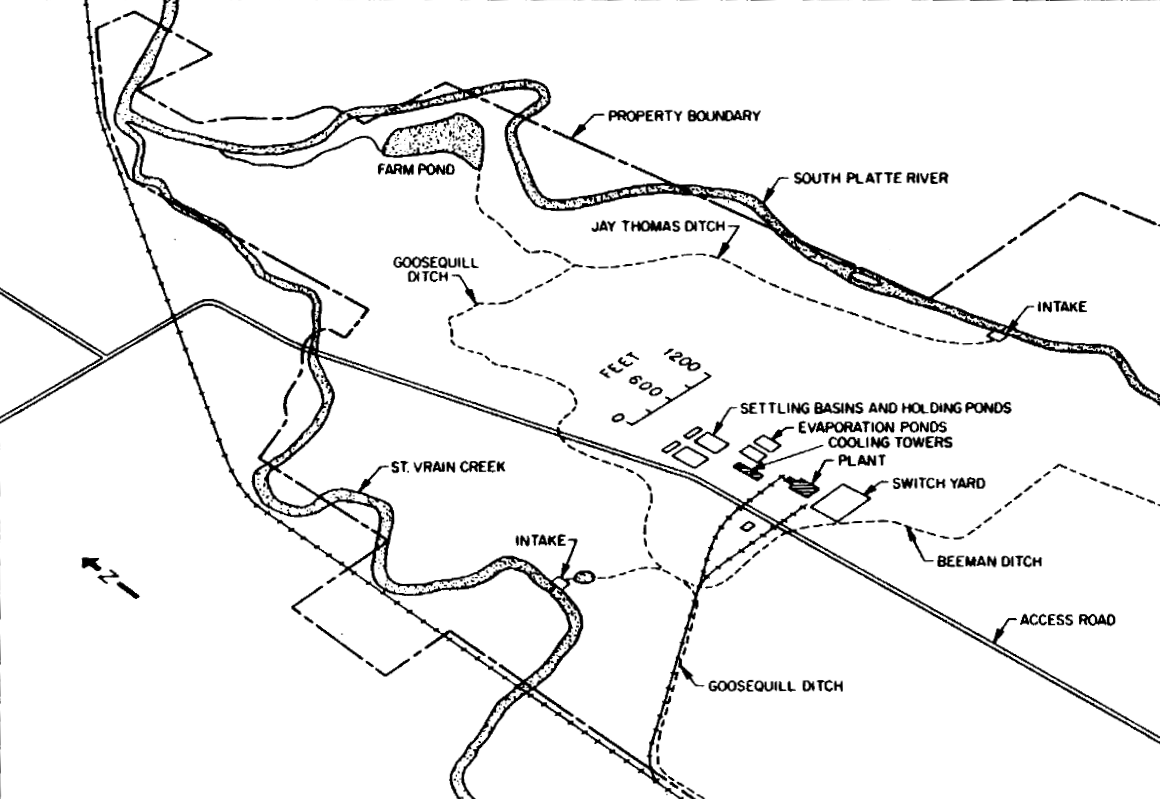
Działka na której powstała elektrownia jądrowa Fort St. Vrain

Firma PSC szukała nowych źródeł energii i 13 marca 1965 ogłosiła plan budowy elektrowni jądrowej. PSC wniosło o udzielenie licencji na budowę reaktora w październiku 1966. 1 listopada 1966 PSC, Atomic Energy Commission (AEC) i firma General Atomics podpisały porozumienie trójstronne o budowie placówki. Licencję na działanie elektrowni wydała Atomic Energy Commission 21 grudnia 1973. Z uwagi na pilotażowy charakter w latach 1981–1989 na zlecenie NRC elektrownia podlegała badaniom prowadzonym przez Oak Ridge National Laboratory. Raporty z tych lat zawierają informacje o 279 incydentach w trakcie eksploatacji, w tym:
- 29 przecieków wody i usterek systemu detekcji wilgoci, w tym 1 incydent (23 czerwca 1984) miał bardzo duże znaczenia dla bezpieczeństwa reaktora
- 2 przecieki powietrza lub innych niepożądanych gazów i usterek systemu detekcji gazów
- 3 usterki lub anomalie dotyczące paliwa
- 2 usterki lub pęknięcia grafitu, orurowania lub innych komponentów reaktora
- 47 błędów ludzkich lub nieprawidłowości w działaniu operatora (żaden nie stanowił zagrożenia dla bezpieczeństwa)
  - 6 błędów operatora licencjonowanego
  - 22 błędy personelu w trakcie czynności testowych
  - 5 błędów personelu związanego z utrzymaniem i naprawami
  - 2 błędy personelu związane z czynnościami instalacyjnymi
  - 2 błędy personelu związane z ochroną radiacyjną
  - 10 błędów personelu związane z innymi czynnościami
- 196 innych zdarzeń lub warunków mogących mieć związek z projektem reaktora chłodzonego gazem (GCR).

Reaktor został wyłączony 18 sierpnia 1989 w celu naprawy zaczopowanego pręta kontrolnego. W czasie przeglądu odkryto jednak liczne pęknięcia w generatorze pary. Zarząd operatora uznał, że koszt napraw jest zbyt duży i 29 sierpnia wydano decyzję o trwałym wyłączeniu reaktora.
NRC zatwierdziła plany demontażu i wydała pozwolenie jego przeprowadzenie w 1992. Operację ukończono w 1998, a 5 sierpnia 1999 NRC wygasiła licencję elektrowni zdejmując z terenu wszelkie ograniczenia. Wypalone paliwo jądrowe jest przechowywane w osobnym ośrodku nieopodal elektrowni. Elektrownia jest pierwszą w USA w pełni zdemontowaną i zlikwidowaną komercyjną elektrownią jądrową.

### Budowa i działanie

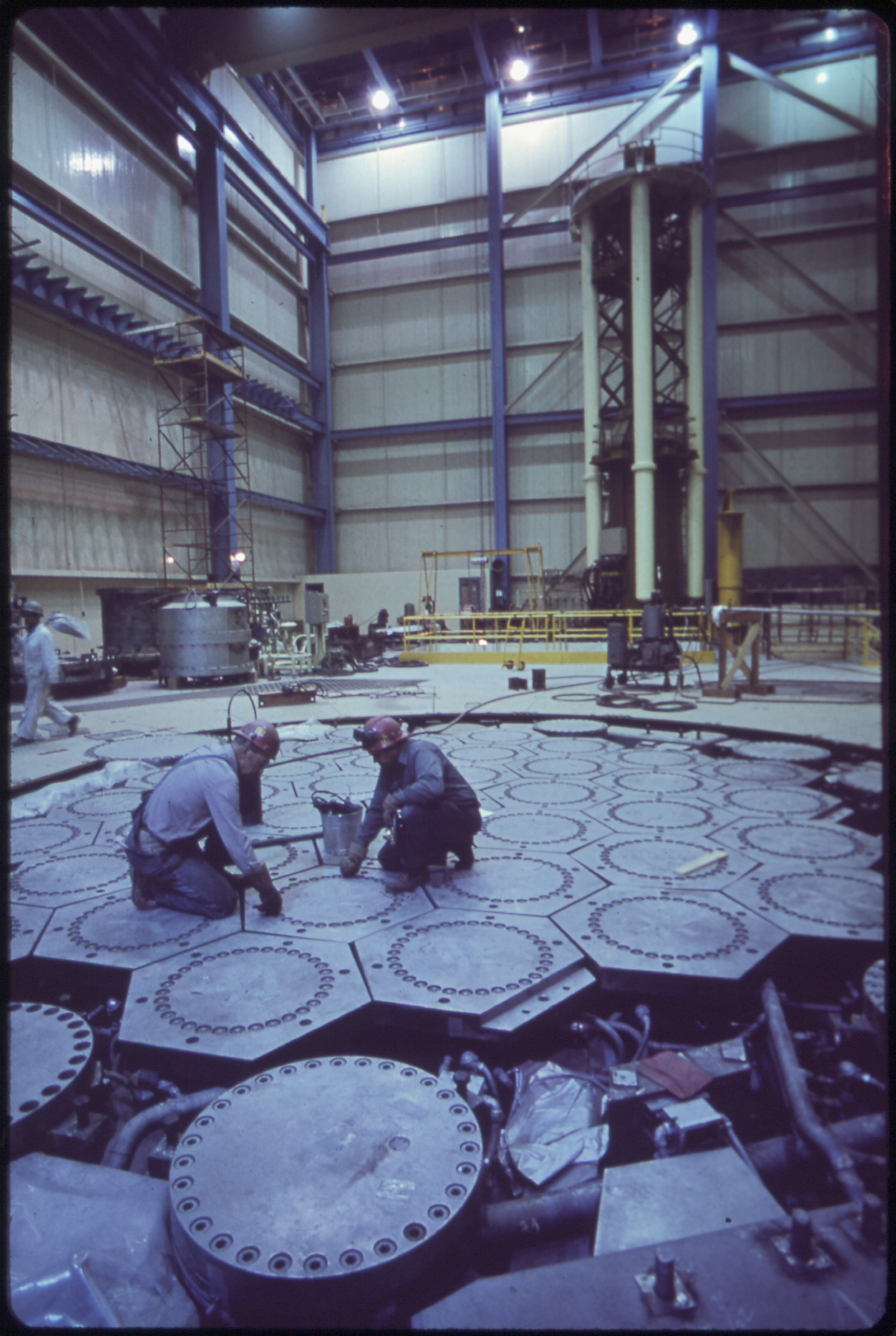
Przeładunek paliwa w reaktorze elektrowni Fort St. Vrain (maj 1972)

Blok jądrowy wykorzystywał wysokotemperaturowy reaktor chłodzony gazowym helem i moderowany grafitem (HTGR), zbudowany w oparciu o doświadczenia z budowy bloku nr 1 EJ Peach Bottom. Między reaktorami występowały jednak istotne różnice:
- znacznie większa moc: 330 MW (Ft. St. Vrain) wobec 40 MW (Peach Bottom)
- zbiornik ciśnieniowy wykonany ze sprężonego betonu (Ft. St. Vrain) a nie ze stali (Peach Bottom)
- elementy paliwowe z bloków grafitu pryzmatycznego (Ft. St. Vrain), a nie długie, pierścieniowe pręty z normalnego grafitu (Peach Bottom)
- pompy helu z turbinami parowo-wodnymi z łożyskami uszczelnianymi wodą (Ft. St. Vrain) zamiast napędzanych elektrycznie z łożyskami uszczelnianymi olejem (Peach Bottom).

Zbiornik reaktora miał przekątną 18,6 metra × 32,30 m wysokości i grubość 2,75 m. Reaktor wykorzystywał uranowo-torowy cykl paliwowy. Grafit stanowił materiał moderatora, koszulek paliwowych, rdzenia, fundamentu rdzenia i reflektora. Aktywny obszar rdzenia składał się z 1482 heksagonalnych grafitowych bloków paliwa (35,5 cm przekątnej × 79 cm wysokości) tworzących 247 kolumn, podzielonych na 37 sektorów - każdy z indywidualnie kontrolowanym przepływem chłodzenia i parą prętów kontrolnych. Samo paliwo miało formę granul z węgliku toru i węgliku uranu, złączonych węglikiem krzemu i węglem pirolitycznym. 
Chłodziwem pierwotnego obiegu chłodzenia, dwupętlowego z sześcioma generatorami pary, był gazowy hel. Obieg helu wspomagany był dwoma cyrkulatorami. Cyrkulatory wypuszczały hel do wspólnego zbiornika poniżej poziomu reaktora. Następnie przepływał on w górę, aż do zbiornika z którego podawany był do rdzenia, którym spływał w dół, do generatorów pary wodnej, skąd trafiał do cyrkulatorów. Ciśnienie chłodziwa wynosiło 700 psi, a temperatura od 540 °C do 780 °C.

### Dane techniczne
| Nr bloku                 | Blok 1           |
| ------------------------ | ---------------- |
| Typ                      | HTRG             |
| Status                   | Zdemontowany     |
| Właściciel               | Xcel Energy      |
| Operator                 | Xcel Energy      |
| Data rozpoczęcia budowy  | 1 września 1968  |
| Data osiąg. stanu kryt.  | 31 stycznia 1974 |
| Data włączenia do sieci  | 11 grudnia 1976  |
| Data trwałego wyłączenia | 29 sierpnia 1989 |
| Moc elektryczna netto    | 330 MW           |
| Moc elektryczna brutto   | 342 MW           |
| Moc termiczna            | 842 MW           |
| Współczynnik wydajności  | 30,6%            |